# 1128 Астрід
1128 Астрід (1128 Astrid) — астероїд головного поясу, відкритий 10 березня 1929 року.
Тіссеранів параметр щодо Юпітера — 3,329.